# Żelazna (Grodków)
Żelazna (deutsch: Märzdorf) ist ein Dorf in der Stadt- und Landgemeinde Grodków (Grottkau) in der Woiwodschaft Opole (Oppeln) in Polen.

## Geographie
Das Straßendorf Żelazna liegt sechs Kilometer östlich von Grodków, etwa 25 Kilometer von Brzeg (Brieg) und etwa 48 Kilometer westlich von Oppeln in der Schlesischen Tiefebene. Westlich des Dorfes liegt der Märzdorfer Forst polnisch Las Żelazna.
Nachbarorte sind im Norden Osiek Grodkowski (Osseg), im Nordosten Głębocko (Tiefensee), im Süden Kopice (Koppitz, 1936–1945 Schwarzengrund), im Südwesten Nowa Wieś Mała (Klein Neudorf), im Westen Sulisław (Zülzhof) und im Nordwesten Lubcz (Leuppusch) sowie Wojsław (Woisselsdorf).

## Geschichte

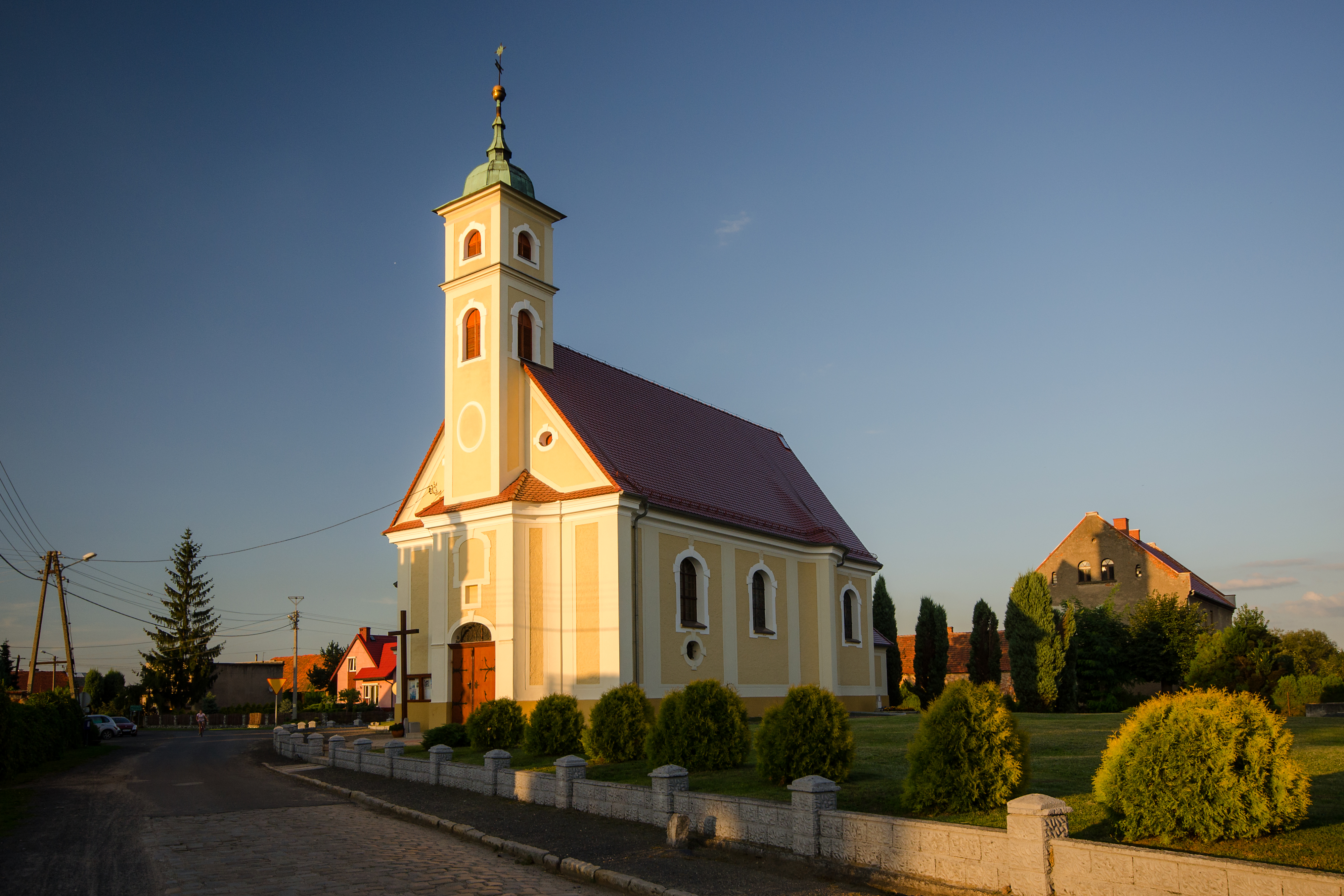
St.-Josefs-Kirche

Erstmals urkundlich erwähnt wurde Märzdorf als „Selasna vel Martini villa“ 1303–1304 im Zehntregister Liber fundationis episcopatus Vratislaviensis. 1343 wurde „Martinvilla“ von der Stadt Grottkau erworben, mit der es 1344 an das bischöfliche Fürstentum Neisse gelangte, in dem die Breslauer Bischöfe sowohl die geistliche als auch die weltliche Macht ausübten und das seit 1342 ein Lehen der Krone Böhmen war. 1425 ist die Ortsbezeichnung „Mertinsdorf“ überliefert, damals eines der Dörfer des Brieger Bezirks, die nur den bischöflichen Vierdung zahlten. 1495 gehörte es dem Grottkauer Landeshauptmann Paul Dresky, der den Breslauer Domvikaren die Zinsen verweigerte. 1579 gehörte das Vorwerk den Erben des Georg und Bernhard Dresske. 1651 beanspruchte David von Rohr das Kirchenpatronat für sich, dessen Anspruch darauf jedoch von den bischöflichen Visitatoren nicht anerkannt wurde.
Nach dem Ersten Schlesischen Krieg 1742 fiel Märzdorf mit dem größten Teil des Fürstentums Neisse an Preußen.
1810 wurde das Fürstentum Neisse säkularisiert. 1815 wurde im Ort eine Schule eingerichtet. Ab 1816 gehörte Märzdorf zum Landkreis Grottkau im Regierungsbezirk Oppeln. 1845 bestanden im Dorf eine katholische Schule, ein Vorwerk, eine Försterei und 58 weitere Häuser. Im gleichen Jahr lebten in Märzdorf 507 Menschen, davon 83 evangelisch. 1855 lebten in Voigtsdorf 134 Menschen. 1865 bestanden im Ort fünf Bauern, 38 Gärtner- und 15 Häuslerstellen. Die einklassige katholische Schule wurde im gleichen Jahr von 114 Schülern besucht. Ab 1874 war es dem Amtsbezirk Koppitz eingegliedert, zu dem die Landgemeinden Märzdorf und Tiefensee sowie die Gutsbezirke Koppitz, Nieder Märzdorf und Ober Märzdorf gehörten. 1885 zählte Märzdorf 450 Einwohner. 1933 wohnten in Märzdorf 576 Einwohner und 1939 waren es 569 Einwohner.
Als Folge des Zweiten Weltkriegs fiel Märzdorf 1945 mit dem größten Teil Schlesiens unter polnische Verwaltung. Nachfolgend wurde es in Żelazna umbenannt und der Woiwodschaft Schlesien angeschlossen. Die deutsche Bevölkerung wurde weitgehend vertrieben. 1950 wurde es der Woiwodschaft Oppeln eingegliedert. Seit 1999 gehört Żelazna zum neu gegründeten Powiat Brzeski (Kreis Brieg).

## Sehenswürdigkeiten
- Die römisch-katholische St.-Josefs-Kirche (polnisch Kościół św. Józefa) wurde 1781 erbaut.[7] 1966 wurde das Gebäude unter Denkmalschutz gestellt.[8]